# Субтропічні вологі ліси Оґасавари
Субтропічні вологі ліси Оґасавари (ідентифікатор WWF: OC0109) — океанійський екорегіон тропічних та субтропічних вологих широколистяних лісів, розташований на островах Північної Мікронезії в Тихому океані. Він вирізняється високим біорізноманіттям та рівнем ендемізму.

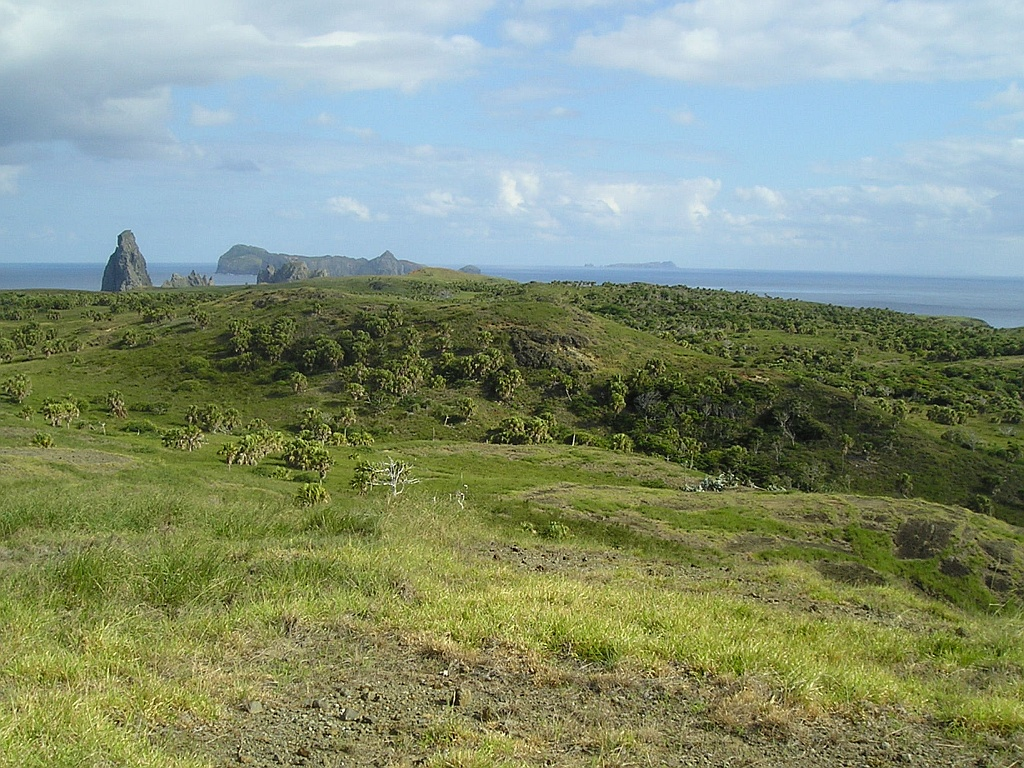
Ландшафт острова Мукодзіма (острів)

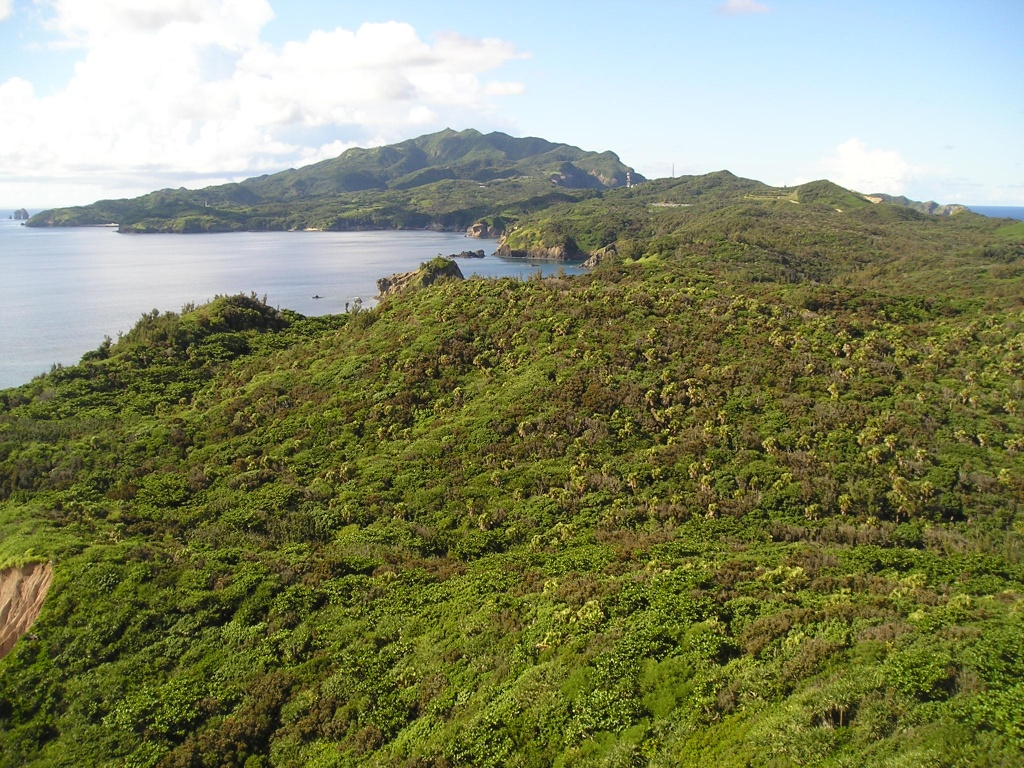
Ландшафт острова Хахадзіма

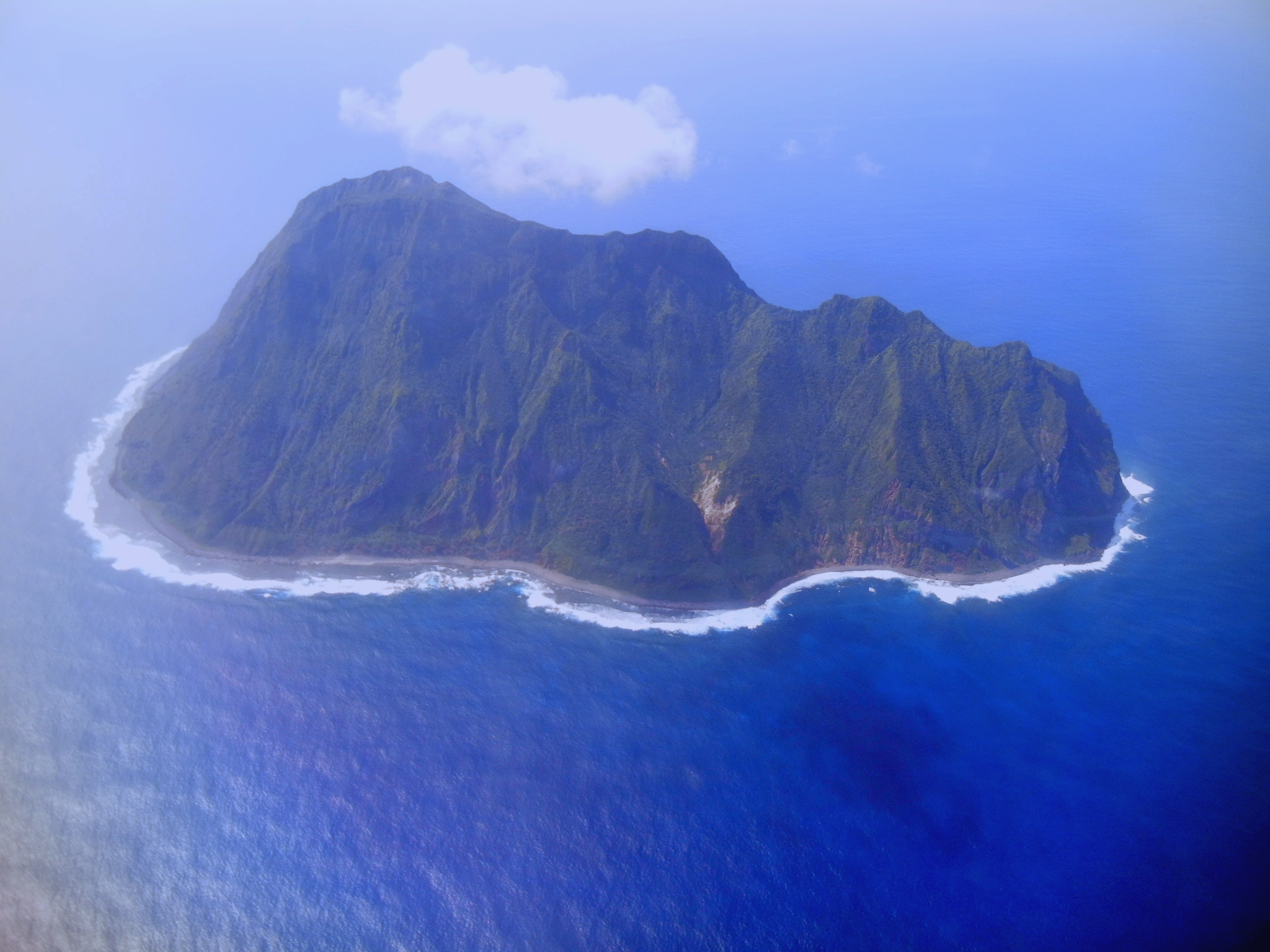
Острів Кіта-Іото

## Географія
Острови Оґасавара, також відомі як острови Бонін, розташовані в Тихому океані, приблизно в 1000 км на південь від Хонсю, найбільшого острова в Японському архіпелазі, та за 700 км на північний захід від Маріанських островів, на північ від Тропіка Рака. Цей вулканічний архіпелаг складається з трьох острівних груп: Мукодзіми, Тітідзіми та Хахадзіми, кожна з яких складається з одного більшого острова та кількох менших. Два найбільших острова архіпелагу, Тітідзіма та Хахадзіма, є населеними, а їх загальна популяція нараховує близько 2500 осіб. Площа Тітідзіми становить 24 км², а його найвища точка розташована на висоті 326 м над рівнем моря. Довжина Хахадзіми становить 11 км, а ширина — 2 км. Найвища точка цього острова розташована на висоті 462 м над рівнем моря. В центральній частині Тітідзіми розташоване горбисте плато, Хахадзіма має стрімкий, гористий рельєф, а Мукодзіма переважно рівнинна.
Екорегіон субтропічних вологих лісів Оґасавари також охоплює острови Кадзан, відомі ще як острови Волкано. Цей невеликий архіпелаг розташований за 160 км на південний захід від Хахадзіми. Найбільшим островом архіпелагу є Іото або Іводзіма, площа якого становить 24 км², а найвища точка якого розташована на висоті 916 м над рівнем моря. Також до архіпелагу Кадзан входять острови Кіта-Іото, Мінамі-Іото та Нісіносіма. Постійне населення на островах відсутнє, однак на Іото розташована авіабаза Сил самооборони Японії, штат якої налічує 380 осіб.
Острови Оґасавара та Кадзан є центральною частиною Ідзу-Бонін-Маріанської острівної дуги, сформованої субдукцією Тихоокеанської плити під Філіппінську плиту. Цей тектонічний процес почався в еоцені, близько 50 млн років назад, одночасно з формуванням Ідзу-Оґасаварського жолоба. Оґасаварські острови утворилися у третинному періоді, між 65 і 1,8 мільйонів років назад в результаті підводної вулканічної діяльності. Вони здебільшого складаються з бонініту, андезитової вулканічної породи, багатої на оксид магнію, хром і діоксид кремнію. Подекуди бонінітові скелі вкриті шаром вулканічної брекчії. Більшість островів регіону мають стрімкі, скелясті береги висотою 50-100 м.
Вулканічні острови регіону продовжують залишатися геологічно активними. На Іводзімі розташовані кілька гарячих джерел, а сам острів є сплячим вулканом. Острів Нісіносіма є активно діючим вулканом, який востаннє вивергався у 2020 році. До 1972 року його площа становила 0,07 км², однак до 2020 році вона досягла 4,1 км².
Острови регіону оточені кораловими рифами, а на їх узбережжях розташовано багато невеликих пляжів.

## Клімат
В межах екорегіону переважає вологий субтропічний клімат (Cfa за класифікацією кліматів Кеппена) або екваторіальний клімат (Af за класифікацією Кеппена). Середня температура на рівні моря в лютому становить близько 18 °C, а в липні-серпні — близько 25 °C. З січня по березень триває сухий сезон, іноді короткий сухий сезон також триває у липні-серпні.

## Флора
Складний рельєф островів регіону призвів до формування різних рослинних угруповань. Основними рослинними угрупованнями екорегіону є субтропічні вічнозелені широколистяні ліси, однак на значній частині регіону вони були знищені. Маленькі північні острови наразі вкриті травою, а ділянки лісу на них збереглися переважно в ущелинах. Цей вторинний рослинний покрив утворився на них внаслідок перевипасу кіз. На більших островах ліси були вирубані, а на їх місці утворилися зарості сизої левкени (Leucaena leucocephala). Ці невеликі дерева, що походять з Мексики та Центральної Америки, формують густі тінисті хащі, які обмежують ріст інших рослин. Широколистяні вічнозелені ліси продовжують займати значні території на Хахадзімі, на частині Тітідзіми та на деяких менших островах, хоча більша частина цих лісів є вторинними. Первинні ліси обмежені віддаленими і важкодоступними частинами островів.
У вологих місцевостях з глибоким шаром ґрунту зустрічаються елеокарпусово-ардізієві мезофільні ліси. Основу цих лісів складають ардізії Зібольда (Ardisia sieboldii), які формують закритий лісовий намет на висоті 15 м над землею. Також в цих лісах ростуть фотінієлисті елеокарпуси (Elaeocarpus sylvestris var. photiniifolius), зонтичні пізонії (Ceodes umbellifera) та яйцеподібні планшонелли (Planchonella obovata). Елеокарпусо-ардізієві ліси були майже повністю знищені до 1945 року.
В більш сухих рівнинних місцевостях та в горах, де шар ґрунту неглибокий, зустрічаються сухі дістиліумо-рафіолепсісово-шімові ліси. Лісовий намет в них розташований на висоті 4-8 м над землею. Основу цих лісів складають лускаті дістиліуми (Distylium lepidotum), цілолисті рафіолепсіси (Rhaphiolepis integerrima), шіми Мертенса (Schima mertensiana), яйцеподібні планшонелли (Planchonella obovata) та букшпанолисті сизигіуми (Syzygium buxifolium). В лісах, що ростуть на неглибоких ґрунтах на гірських схилах, де хмарність є досить високою, переважають бонінські пандануси (Pandanus boninensis) та букшпанолисті сизигіуми (Syzygium buxifolium). Ці ліси харктеризуються великою кількістю ендеміків та рідкісних видів рослин. В лісах, що ростуть на сухих кам'янистих схилах, де хмарність є невисокою, переважають цілолисті рафіолепсіси (Rhaphiolepis integerrima) та бонінські віялові пальми (Livistona chinensis var. boninensis), а також зустрічаються бонінські пандануси (Pandanus boninensis) та охросії Накаї (Ochrosia nakaiana).
На вершинах гір та на оголених, еродованих вершинах морських скель, де ґрунтовий шар тонкий, а клімат вітряний та сухий, зустрічаються чагарникові ліси. Основу цих лісів складають лускаті дістиліуми (Distylium lepidotum) та яйцеподібні планшонелли (Planchonella obovata), крони яких розташовані на висоті 0,5-1,5 м над землею. Серед інших дерев і кущів, що зустрічаються в цих лісах, слід відзначити мірсіну Окабе (Myrsine okabeana), симплокос Кавакамі (Symplocos kawakamii) та дрібнолистий смолонасінник (Pittosporum parvifolium). Цей тип лісів характеризується найбільшим видовим різноманіттям в екорегіоні.
Загалом екорегіон характеризується високим флористичним різноманіттям та рівнем ендемізму, настільки, що деякі дослідники називали Оґасавару Галапагосами Сходу. Серед 500 видів рослин, що зустрічаються в екорегіоні, близько 43 % є ендемічними, зокрема 73 з 97 видів дерев. Серед ендеміків екорегіону слід відзначити арракову пальму (Clinostigma savoryanum) та скередолисту дендрокакалію (Dendrocacalia crepidifolia), єдиний представник монотипового роду Dendrocacalia, поширений на Хахадзімі.
Багато ендемічних видів, поширених на островах регіону, є реліктовими ендеміками, що еволюціонували у вологих умовах, коли острови були вищими, а орографічні опади та тумани біли більш поширеними. Поступове опускання островів після припинення вулканічної активності призвело до формування більш посушливих умов. Це, у поєднанні з антропогенним тиском, зокрема надмірним випасом кіз, наразі негативно впливає на збереження місцевої рослинності.
На Оґасаварських островах зустрічається 58 рідкісних видів рослин, з яких 20 видів внесені до Червоної Книги Японії як такі, що перебувають під загрозою зникнення. Серед таких видів слід відзначити дрібнолистий смолонасінник (Pittosporum parvifolium), чотиричленну меластому та бонінський рододендрон. Особливий інтерес представляє бонінський метросідерос (Metrosideros boninensis). Метросідероси широко поширені в тихоокеанському регіоні, а їхнім центром різноманіття є Нова Зеландія. Прикметно, що вони зустрічаються на Оґасаварі, однак повністю відсутні на решті території Мікронезії. Шлях, яким ці рослини потрапили на Оґасавару, наразі є невідомим і потребує подальшого дослідження.

## Фауна
На островах екорегіону гніздиться велика кількість морських птахів, зокрема жовтодзьобих крячків (Thalasseus bergii), бурих крячків (Anous stolidus), білих крячків (Gygis alba), строкатих крячків (Onychoprion fuscatus), червонохвостих фаетонів (Phaethon rubricauda), червононогих сул (Sula sula), жовтодзьобих сул (Sula dactylatra), тонкодзьобих бульверій (Bulweria bulwerii) та клинохвостих буревісників (Ardenna pacifica). Гніздовими ендеміками екорегіону є рідкісні качурки Матсудайра (Hydrobates matsudairae) та дуже рідкісні бонінські буревісники (Puffinus bryani), популяція яких становить менше 250 дорослих особин. Серед майже ендемічних морських птахів, поширених в екорегіоні, слід відзначити бонінських тайфунників (Pterodroma hypoleuca), гавайських качурок (Hydrobates tristrami), гавайських альбатросів (Phoebastria immutabilis), чорноногих альбатросів (Phoebastria nigripes) та жовтоголових альбатросів (Phoebastria albatrus), які також гніздяться на Північно-Західних Гавайських островах та на островах Ідзу.
Серед інших птахів, поширених в екорегіоні, слід відзначити сапсанів (Falco peregrinus furuitii), східних канюків (Buteo japonicus toyoshimai), китайських очеретянок (Horornis diphone diphone), короткопалих оливників (Hypsipetes amaurotis) та рідкісних чорних голубів (Columba janthina nitens), представлених ендемічними або майже ендемічними підвидами. Ендеміками екорегіону є бонінські окулярники (Apalopteron familiare) та рідкісні бонінські зеленяки (Chloris kittlitzi). Раніше на островах регіону мешкали ендемічні бонінські голуби (Columba versicolor), бонінські квічалі (Zoothera terrestris), бонінські чечевиці (Carpodacus ferreorostris) та бонінські кваки (Nycticorax caledonicus crassirostris), однак наразі вони вимерли.
Єдиним місцевим ссавцем екорегіону є рідкісний ендемічний бонінський крилан (Pteropus pselaphon). За оцінками, популяція цих ссавців нараховує від 200 до 250 особин. Також до фауни екорегіону зараховують бонінського нетопиря (Pipistrellus sturdeei), відомого лише за одним зразком, зібраним наприкінці XIX століття, ймовірно, на Хахадзімі. Герпетофауна регіону включає два види наземних плазунів — ендемічних оґасаварських змієоких сцинків (Cryptoblepharus nigropunctatus) та пильчастохвостих мікронезійських геконів (Perochirus ateles).
На островах екорегіону зустрічається 134 види наземних равликів, з яких 100 видів є ендемічними, зокрема представники ендемічного роду Mandarina. На деяких островах равлики були знищені інвазивними новогвінейськими пласкими червами (Platydemus manokwari).
На островах екорегіону мешкає 40 видів прісноводних риб, зокрема ендемічні оґасаварські носаті бички (Rhinogobius ogasawaraensis). У верхів'ях струмків Тітідзіми зустрічаються оґасаварські гери (Goera ogasawaraensis), а у водних потоках Тітідзіми та Хахадзіми — оґасаварські гідроптіли (Hydroptila ogasawaraensis), ендемічні волохокрильці. В екорегіоні мешкає дев'ять видів прісноводних та солонуватоводних креветок — три з родини Palaemonidae, п'ять з родини Atyidae і одна з роду Metabetaeus. Ендемічні солонуватоводні оґасаварські кревети (Palaemon ogasawaraensis) мешкають на Тітідзімі, а ендемічні прісноводні бонінські паратії (Paratya boninensis) — у верхів'ях струмків Тітідзіми та Хахадзіми. Серед інших ендемічних тварин, що зустрічаються у водоймах екорегіону, слід відзначити оґасаварського мохнорукого краба (Eriocheir ogasawaraensis), краба-сезарміда Chiromantes magnus, бонінського краба-скрипаля (Uca boninensis) та прісноводного равлика Stenomelania boninensis.

## Збереження
Оцінка 2017 року показала, що 73 км², або 76 % екорегіону, є заповідними територіями. Основною природоохоронною територією екорегіону є Національний парк Оґасавара. У 2011 році Оґасаварські острови були внесені до списку Світової спадщини ЮНЕСКО.